# کنتا نیشی‌زاوا
کنتا نیشی‌زاوا (ژاپنی: 西澤 健太؛ زادهٔ ۶ سپتامبر ۱۹۹۶) یک بازیکن فوتبال اهل ژاپن است.
از باشگاه‌هایی که در آن بازی کرده‌است می‌توان به باشگاه فوتبال شیمیزو اس-پالس اشاره کرد.